# Janowice Duże
Janowice Duże est une localité polonaise de la gmina de Krotoszyce, située dans le powiat de Legnica en voïvodie de Basse-Silésie.